# Ubida
Ubida is een geslacht van vlinders van de familie grasmotten (Crambidae).

## Soorten
- U. amochla Turner, 1922
- U. hetaerica Turner, 1911
- U. holomochla Turner, 1904
- U. ramostriellus (Walker, 1863)